# (468315) 2016 CJ49
(468315) 2016 CJ49 es un asteroide perteneciente al cinturón de asteroides, descubierto el 13 de enero de 2002 por el equipo Spacewatch desde el Observatorio Nacional de Kitt Peak (Arizona, Estados Unidos).